# Hesthesis rufodorsalis
Hesthesis rufodorsalis là một loài bọ cánh cứng trong họ Cerambycidae.